# Mesechinus orientalis
Mesechinus orientalis ist eine Art der Steppenigel innerhalb der Igel (Erinaceidae). Sie tritt im östlichen Teil Chinas auf und bewohnt dort Gebüsch- und immergrüne Waldlandschaften im Tiefland und in niedrigen Höhenlagen. Es handelt sich um einen kleinen Vertreter der Steppenigel. Die Tiere sind wie alle Angehörigen der Gattung durch einen plumpen Körper mit Stachelkleid und kleine Ohren gekennzeichnet. Die Stacheln von Mesechinus orientalis stellen die kürzesten der Steppenigel dar und weisen eine vierfarbige Bänderung auf. Zudem bestehen einzelne Besonderheiten im Schädel- und Zahnbau. Über die Lebensweise der Art ebenso wie zu ihrer Bestandsbedrohung ist nichts bekannt. Sie wurde im Jahr 2023 wissenschaftlich eingeführt. Ihre Entdeckung erweitert das bekannte Vorkommen der Steppenigel nach Südosten.

## Merkmale

### Habitus

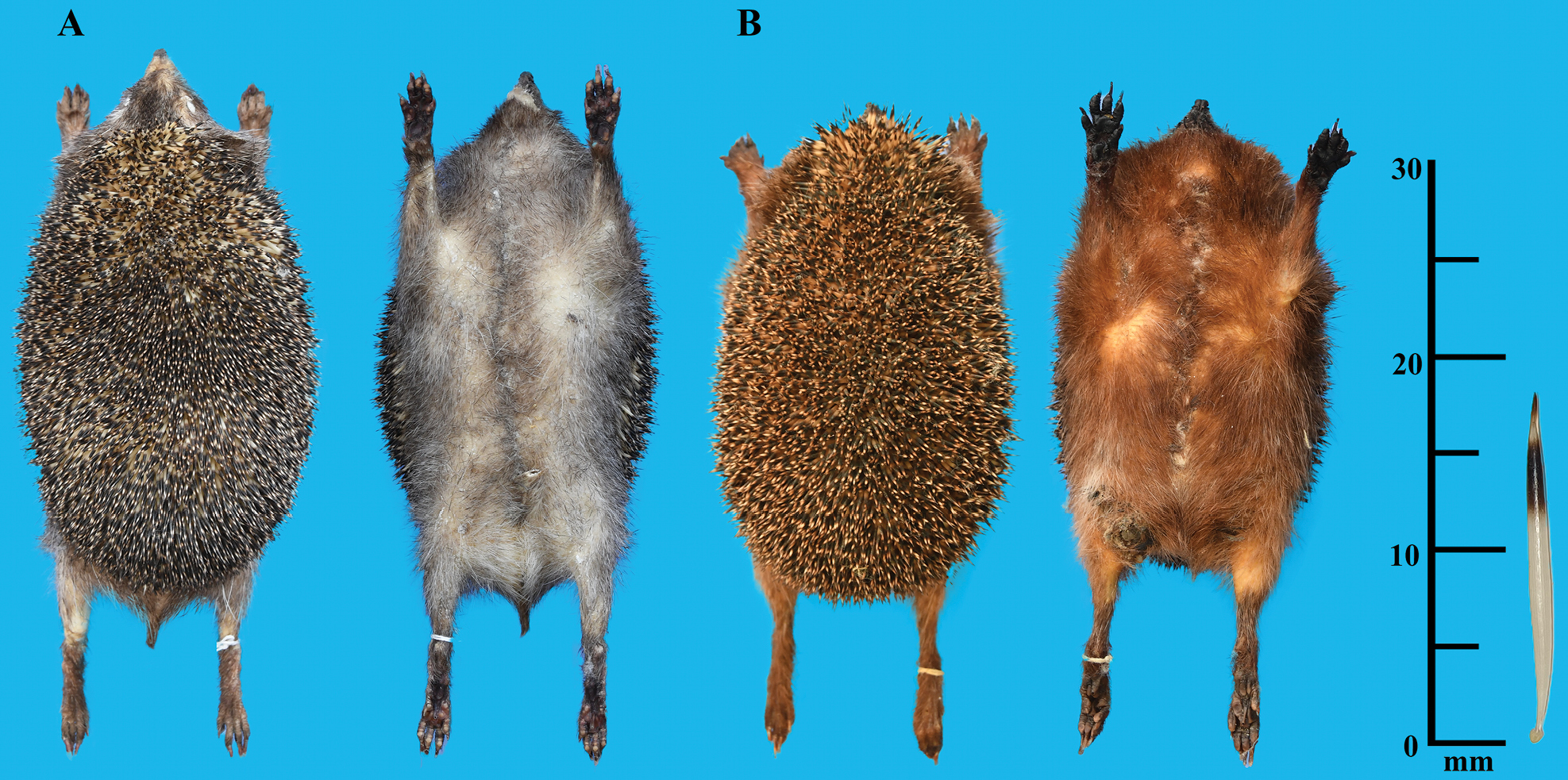
Männliches (links) und weibliches (rechts) Exemplar von Mesechinus orientalis

Mesechinus orientalis ist ein kleiner Vertreter der Steppenigel, in etwa von der Größe von Hughs Igel (Mesechinus hughi), aber kleiner als die anderen Angehörigen der Gattung. Seine Kopf-Rumpf-Länge variiert, basierend auf sieben untersuchten Individuen, von 17,6 bis 19,8 cm, der Schwanz wird 1,6 bis 2,7 cm lang. Das Gewicht beträgt 299 bis 414 g. Wie alle Stacheligel zeichnen sich die Tiere durch einen plumpen Körper aus, auf dem ohne deutlichen Halsansatz der Kopf aufsitzt. Das Fell ist als Stachelkleid ausgebildet. Bei Mesechinus orientalis sind die Stacheln mit 1,8 bis 2,0 cm Länge kürzer als bei allen anderen Steppenigeln. Jeder Stachel weist vier Farbringe am Schaft auf, wie dies auch von Hughs Igel oder vom Daurischen Igel (Mesechinus dauuricus) bekannt ist. Die unteren zwei Drittel des Schaftes haben eine weißliche Farbgebung. Diesen folgen ein nur 3 bis 4 mm breiter schwärzlicher Ring, ein schmaler heller Ring und eine schwärzliche Spitze. Männliche und weibliche Tiere unterscheiden sich in der generellen Farbgebung. So sind erstere eher gräulich, letztere rötlich braun getönt. Die Ohren werden 2,3 bis 3,0 cm lang und überragen somit die umliegenden Stachel nur marginal. Die Nase ist bräunlich gefärbt. An der Schnauze treten schwärzliche Tasthaare hervor, die zur Nade hin kürzer werden. Der Hinterfuß misst 3,1 bis 4,0 cm in der Länge.

### Schädel- und Gebissmerkmale

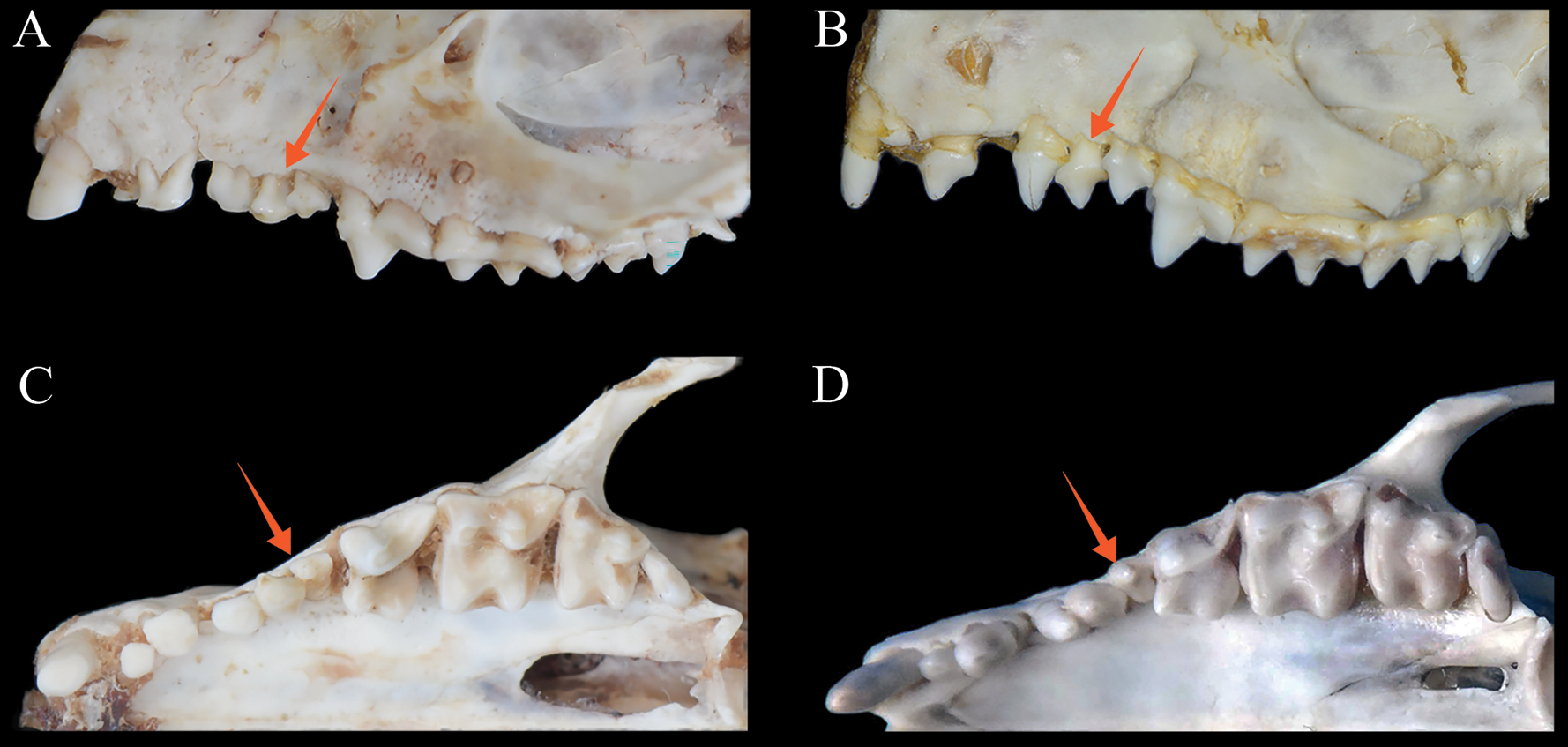
Obere Zahnreihe von Mesechinus orientalis (links) und Hughs Igel (rechts). Die Pfeile in der oberen Bildreihe verweisen auf die Wurzel des zweiten Prämolaren, in der unteren Bildreihe auf den Protokonus des dritten Prämolaren

Die größte Schädellänge schwankt zwischen 47,6 und 51,8 mm, an den auskragenden Jochbögen ist er 27,8 bis 31,4 mm breit und am Hirnschädel 14,5 bis 16,4 mm hoch. Insgesamt wirkt der Schädel kräftig, das Rostrum ist gekürzt. Auffallenderweise überragt das Scheitelbein das Stirnbein, was als diagnostisches Merkmal von Hughs Igel abweicht. Auf der Schädelunterseite ist das mittlere Gaumenfenster verhältnismäßig größer als bei anderen Steppenigeln. Der Kronenfortsatz des Unterkiefers ragt hoch auf, die Spitze kippt leicht nach hinten. Die hintere Kante verläuft eingedellt. Der Gelenkfortsatz ist niedriger als der Kronenfortsatz und steht in einem Winkel von 45° zu diesem. Der Winkelfortsatz am hinteren Ende des Unterkiefers wiederum ist groß und von dreieckigem Umriss.
Das Gebiss besteht aus 36 Zähnen mit folgender Zahnformel: {\displaystyle {\frac {3.1.3.3}{2.1.2.3}}}. Sie entspricht weitgehend jener der übrigen Steppenigel mit Ausnahme des Gaoligong-Igels (Mesechinus wangi), bei dem noch ein zusätzlicher oberer vierter Molar vorkommt. Der innerste obere Schneidezahn ist deutlich vergrößert. Er ragt höher auf als der zweite, welcher wiederum kleiner als der dritte ist. Im Oberkiefer erreicht der dritte Prämolar nicht die Größe des zweiten. Dies weicht vom Daurischen Igel ab, bei dem beide Zähne etwa die gleichen Ausmaße besitzen. Außerdem verfügt der zweite Prämolar bei Mesechinus orientalis über zwei Wurzeln auf, die nicht vollständig miteinander verwachsen sind, wiederum im Unterschied zu Hughs Igel mit vollständig verschmolzenen Wurzeln. Auf dem dritten oberen Prämolaren kommt bei Mesechinus orientalis ein rudimentärer Protokonus vor, ein Haupthöcker der Zahnkaufläche. Bei Hughs Igel ist dieser im Gegensatz dazu ausgesprochen gut entwickelt. Die oberen Molaren werden von vorn nach hinten kleiner, wobei der letzte deutliche Größenreduktionen zeigt. Die obere Zahnreihe ist zwischen 24,5 und 25,9 mm lang, die untere zwischen 21,3 und 24,2 mm.

### Genetische Merkmale
Der diploide Chromosomensatz lautet 2n = 48. Die fundamentale Anzahl, also die Anzahl der Arme der Autosomen beträgt 92. Prinzipiell stimmen die cytogenetischen Merkmale mit denen des Gaoligong-Maulwurfs überein. Im Unterschied zu letztgenannter Art ist das X-Chromosom bei Mesechinus orientalis submetazentrisch.

## Verbreitung und Lebensraum
Das Verbreitungsgebiet von Mesechinus orientalis liegt im östlichen Teil von China. Es erstreckt sich über den südlichen Teil der Provinz Anhui und im nordwestlichen Teil der Provinz Zhejiang. Damit handelt es sich um den südöstlichsten Nachweis der Steppenigel. Von den anderen Arten der Gattung ist das Vorkommen rund 1000 km getrennt. Die Tiere wurden bisher in Gebüschlandschaften und immergrünen subtropischen Wäldern beobachtet. Die genutzten Landschaften erreichen Höhenlagen von 30 bis 700 m über dem Meeresspiegel.

## Lebensweise
Über die Lebensweise von Mesechinus orientalis liegen keine Informationen vor.

## Systematik
Mesechinus orientalis ist eine Art aus der Gattung der Steppenigel (Mesechinus), die insgesamt fünf Vertreter umfasst. Die Gattung gehört wiederum zur Familie der Igel (Erinaceidae) und wird hierin zur Unterfamilie der Stacheligel (Erinaceinae) geordnet. Die Stacheligel heben sich von ihrer Schwestergruppe, den Rattenigeln (Galerinae), durch ihren plumpen Körperbau und das ausgeprägte Stachelkleid ab. Die Steppenigel sind durch ihre kleinen Ohren, die kaum die Stacheln überragen, sowie dem Fehlen von weißlichen Stacheln und eines nackten Bereichs auf dem Kopf gekennzeichnet. Die beiden Unterfamilien trennten sich nach molekulargenetischen Untersuchungen zufolge bereits im Unteren Eozän vor rund 53 Millionen Jahren voneinander. Abweichend von den Rattenigeln diversifizierten sich die Stacheligel erst im Übergang vom Miozän zum Pliozän vor etwa 6,2 Millionen Jahren stärker. Die Steppenigel erschienen im älteren Altpleistozän vor gut 1,7 Millionen Jahren. Innerhalb der Gattung ist Mesechinus orientalis in eine Klade bestehend aus Hughs Igel (Mesechinus hughi) und dem Gaoligong-Igel (Mesechinus wangi) eingebettet. Deren Abspaltung voneinander datiert in das ausgehende Altpleistozän. Der genetische Abstand zu Hughs Igel wird mit 4,9 bis 5,3 % angegeben.
Die wissenschaftliche Erstbeschreibung von Mesechinus orientalis erfolgte im Jahr 2023 durch ein Forschungsteam um Shi Zifan. Hierfür standen sieben Individuen zur Verfügung, die aus den ostchinesischen Provinzen Anhui und Zhejiang stammen. Sechs davon wurden während Felduntersuchungen in den Jahren 2022 und 2023 gesammelt. Ein weiteres war bereits im Jahr 2018 zusammen mit einem zusätzlichen Exemplar in Anhui gefangen worden. Bei diesen beiden handelte es sich um den damaligen Erstnachweis der Steppenigel im Osten Chinas, sie wurden aber ursprünglich Hughs Igel zugewiesen. Morphologische und genetische Untersuchungen erbrachten dann aber deutliche Abweichungen. Der Holotyp ist ein ausgewachsenes männliches Individuum aus der Ortschaft Xikou bei Xuancheng im Süden von Anhui, wo es im Mai 2023 aufgefunden wurde. Es handelt sich hierbei um die Typuslokalität der Art. Die Artbezeichnung orientalis verweist auf das weit östliche Vorkommen in China (von lateinisch oriens für „Osten“).

## Bedrohung und Schutz
Mesechinus orientalis wird derzeit nicht von der IUCN gelistet. Zur Bedrohung der Bestände ist daher nichts bekannt.